# Abhijna
Abhijna (Sanskrit für „übernatürliches Wissen“) ist in der buddhistischen Philosophie eine Wunderkraft, die insbesondere durch Meditation und Weisheit erlangt wird. Üblicherweise werden fünf Arten von abhijna aufgezählt: die Fähigkeit, (1) beliebige Entfernungen zurückzulegen oder beliebige Formen anzunehmen, (2) alles zu sehen, (3) alles zu hören, (4) die Gedanken anderer zu kennen und (5) sich an frühere Existenzen zu erinnern.
Eine sechste Wunderkraft, die Freiheit durch unbefleckte Weisheit, ist ausschließlich den Buddhas und Arhats (Heiligen) vorbehalten. Eine frühere Aufzählung von drei Erkenntnissen besteht aus dieser sechsten abhijna, zusammen mit den Kräften der Erinnerung an frühere Existenzen und der Allsehkraft, um das zukünftige Schicksal aller Wesen zu erkennen.
Die ersten fünf Abhijnas, die im Buddhismus aufgezählt werden, sind identisch mit den Siddhis, die den indischen Asketen allgemein bekannt sind. Patanjali beispielsweise erwähnt sie in seinem Yoga-Sutra als magische Tugenden der Meditation. Goblins und Gottheiten sollen von Natur aus mit solchen Kräften ausgestattet sein.
Das Erreichen der abhijnas gilt als Zeichen spirituellen Fortschritts. Nach dem Buddha der Theravada-Tradition sollte man jedoch nicht in den abhijnas verweilen, da ihr Gebrauch eine starke Ablenkung vom Pfad zur Erleuchtung, der sechsten abhijna und dem letztendlichen Ziel, darstellt.